# Polypedilum clavigerum
Polypedilum clavigerum är en tvåvingeart som beskrevs av Jean-Jacques Kieffer 1925. Polypedilum clavigerum ingår i släktet Polypedilum och familjen fjädermyggor. Inga underarter finns listade i Catalogue of Life.